# Complete knocked down
CKD ofwel Complete Knocked Down is een productieproces voor auto's en andere producten.
Het wordt voornamelijk toegepast in landen met een hoge importheffing. Bij CKD-auto's worden alle onderdelen gefabriceerd, de onderdelen in kratten ingepakt, verscheept en dan in het land van bestemming in een lokale assemblage-fabriek in elkaar gezet. Er bestaat ook SKD, ofwel Semi Knocked Down, waarbij auto's bijvoorbeeld voorzien (kunnen) worden van een lokale motor, zoals bij Scaldia, maar waar het meestal gaat om complete chassis/carrosseriedelen, waar nog de motor en assen ingebouwd moeten worden.
Op deze manier werden ook in Nederland (onder andere Nekaf, Ford), België (onder andere Opel, Ford, Volkswagen, Mercedes-Benz, Citroën en Renault) auto's gefabriceerd. Omdat in Europa de importheffingen versoepeld zijn komt assemblage nu nog nauwelijks voor. Audi Brussel en Volvo Gent in België bijvoorbeeld bouwen complete auto's, meestal een of slechts enkele modellen, die exclusief worden gemaakt in die fabrieken.

## Voorbeelden
- Tesla (Nederland), In Tilburg worden alle modellen voor de Europese markt geassembleerd.
- Toyota Corona/Tiara (RT20), volledige assemblage door Australian Motor Industries Ltd. (AMI) voor lokale markt.[1]
- Otosan Anadol A1 (Turkije), een speciaal door Reliant ontworpen auto.
- Holland Car DOCC (Ethiopië), een door Tofaş in licentie gebouwde Fiat 131.
- Ford Model T (verschillende plaatsen in de wereld)
- DKW Junior (Republiek Ierland)
- Nekaf Jeep (Nederland), een op details aangepaste Jeep.
- Standard Vanguard (België), na de Tweede Wereldoorlog assembleerde Imperia deze Britse auto.
- Peykan 1600 (Iran), een lokale versie van de Britse Hillman Hunter.